# Slanečka Reka
Slanečka Reka (makedonska: Сланечка Река) är ett vattendrag i Nordmakedonien.   Det rinner genom kommunen Makedonski Brod, i den centrala delen av landet, 60 kilometer söder om huvudstaden Skopje.